# Polyptychus chinensis
Polyptychus chinensis är en fjärilsart som beskrevs av Rothschild och Jordan 1903. Polyptychus chinensis ingår i släktet Polyptychus och familjen svärmare. Inga underarter finns listade i Catalogue of Life.

## Beskrivning

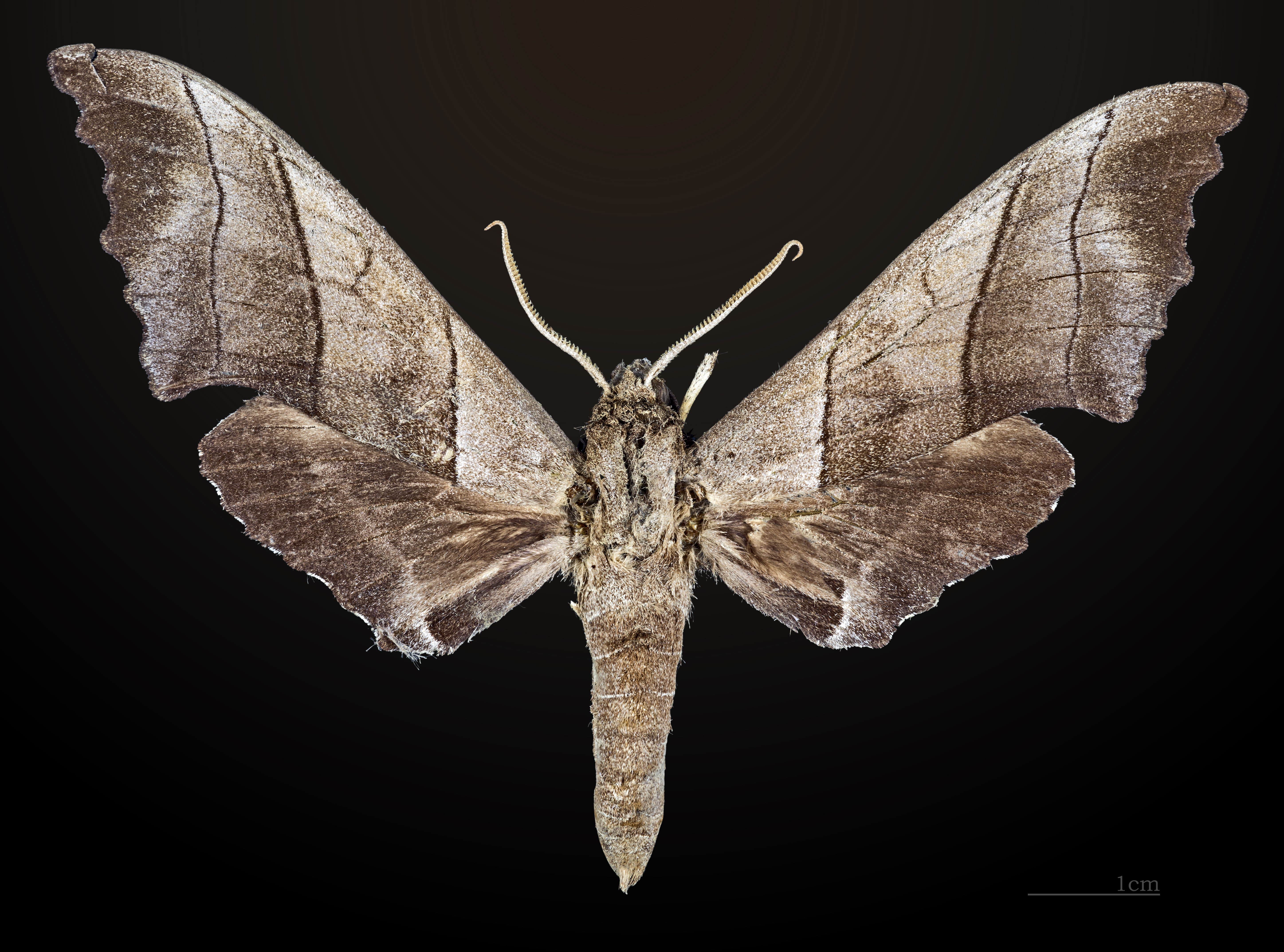
♂
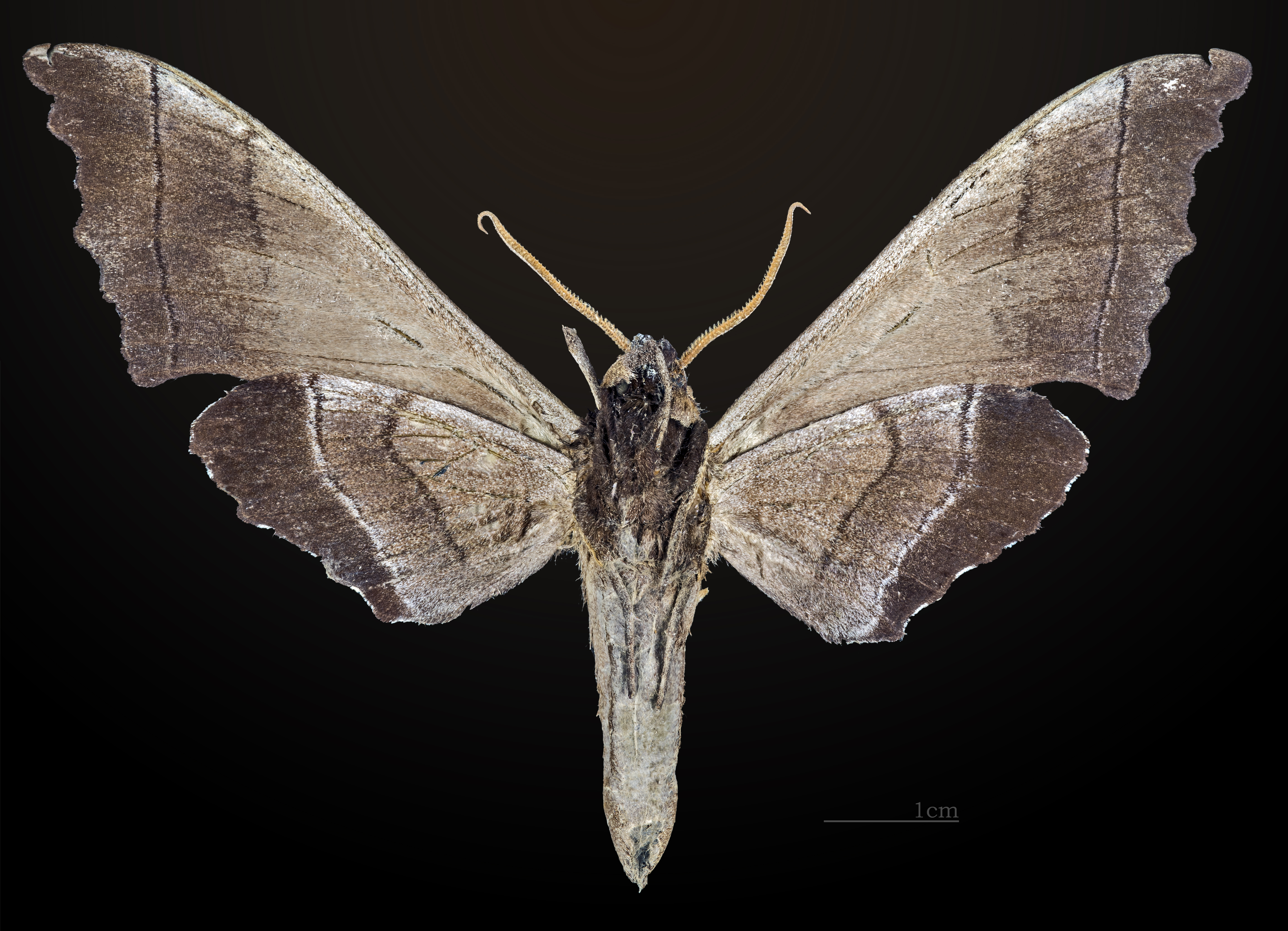
♂ △
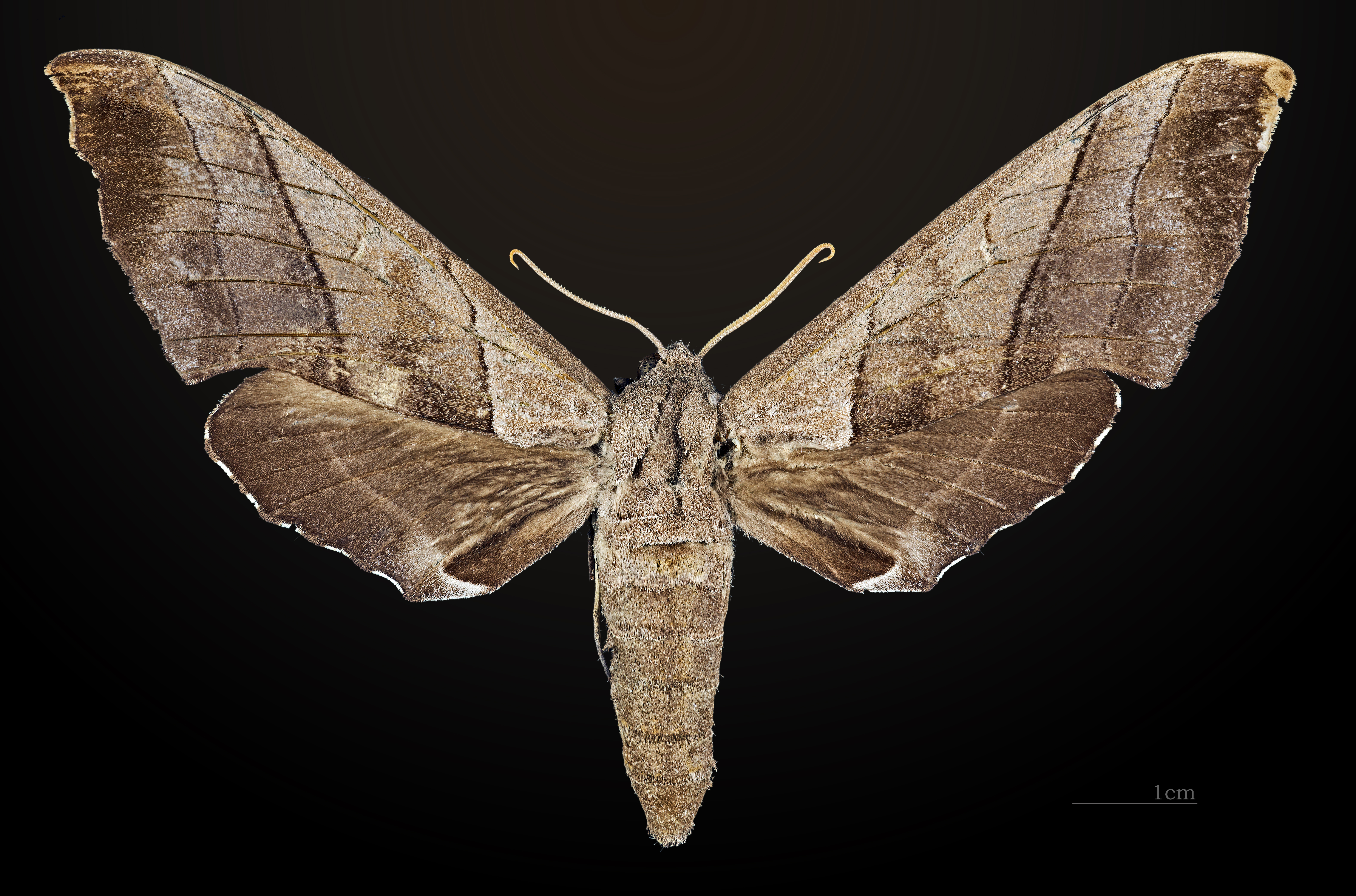
♀
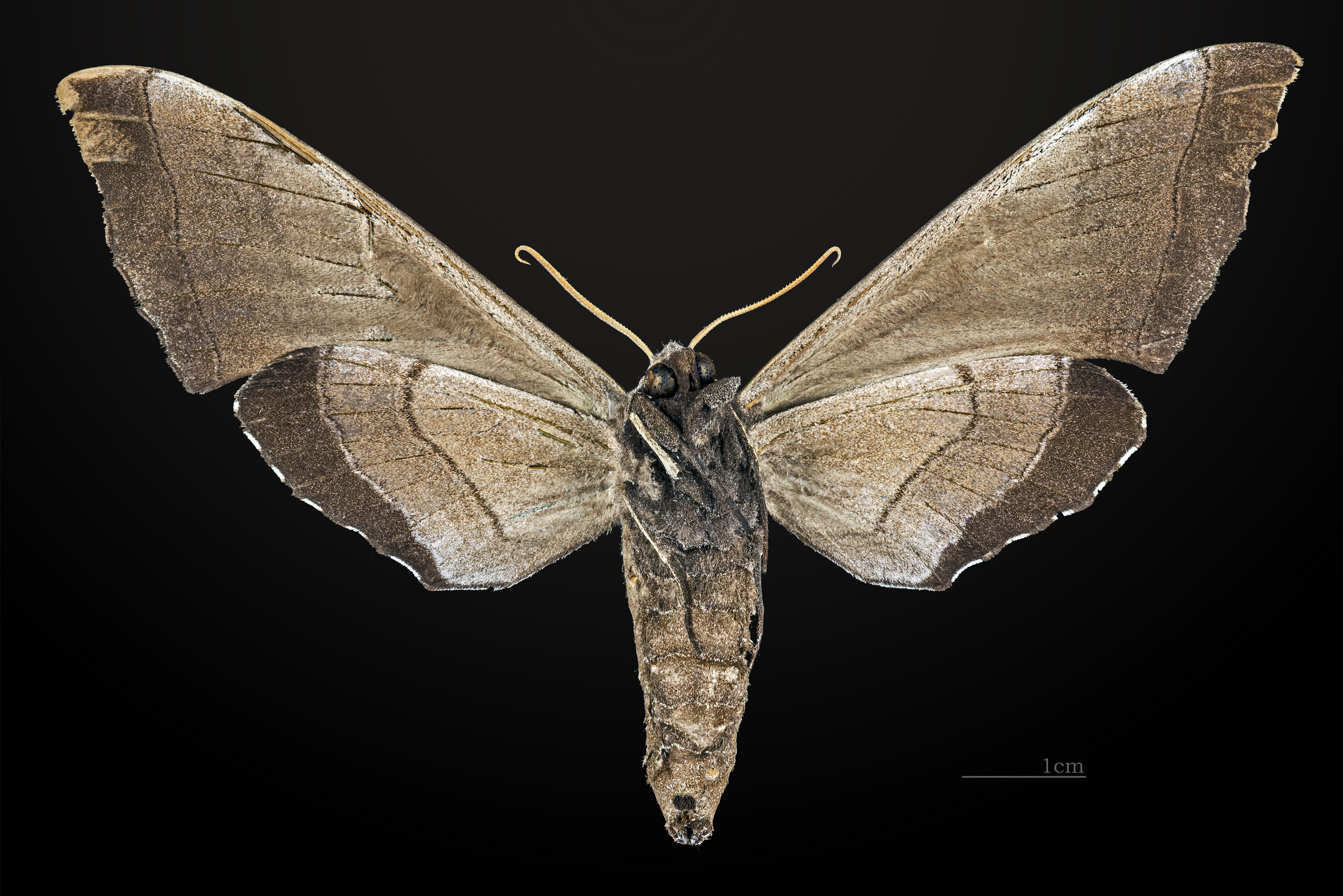
♀ △